# Tello di Atene
Tello di Atene (in greco antico: Τέλλος ὁ Ἀθηναῖος?, Téllos ho Athēnaîos) è un personaggio menzionato nelle Storie di Erodoto come l'uomo più felice del mondo.

## La storia
Secondo la testimonianza di Erodoto Solone, essendo ospite del re Creso, fu interrogato da costui su chi fosse l'uomo più felice del mondo. Benché il re si aspettasse di meritare tale titolo date le sue enormi ricchezze, Solone lo stupì rispondendo che l'uomo più felice di tutti era un tale Tello di Atene: costui aveva avuto figli valorosi (καλοί τε κἀγαθοί, kaloí te kagathoí) e aveva goduto di una condizione piuttosto agiata; infine aveva perso la vita in modo bello e onorevole, combattendo per la sua patria a Eleusi e ricevendo dalla città grandi onori.